# HV Волка
HV Волка (лат. HV Lupi) — одиночная переменная звезда в созвездии Волка на расстоянии приблизительно 5599 световых лет (около 1717 парсеков) от Солнца. Видимая звёздная величина звезды — от +8,09m до +7,3m. Возраст звезды определён как около 11,75 млн лет.

## Характеристики
HV Волка — бело-голубая переменная Be-звезда (BE:)* спектрального класса B0, или B1Vne, или B1IIInep, или B1-2I/IIIn. Масса — около 18,8 солнечных, светимость — около 57016,4 солнечных. Эффективная температура — около 25900 K.